# Hjälmstorpenäs
Hjälmstorpenäs är ett naturreservat i Finspångs kommun i Östergötlands län.
Området är naturskyddat sedan 2017 och är 44 hektar stort. Reservatet omfattar näset med detta namn i sjön Holpen.  Reservatet består av barrskogar, mest som blandskog, men även hällmarkstallskog och lövrika sumpskogar.